# Heimkehrerkapelle (Stangenroth)

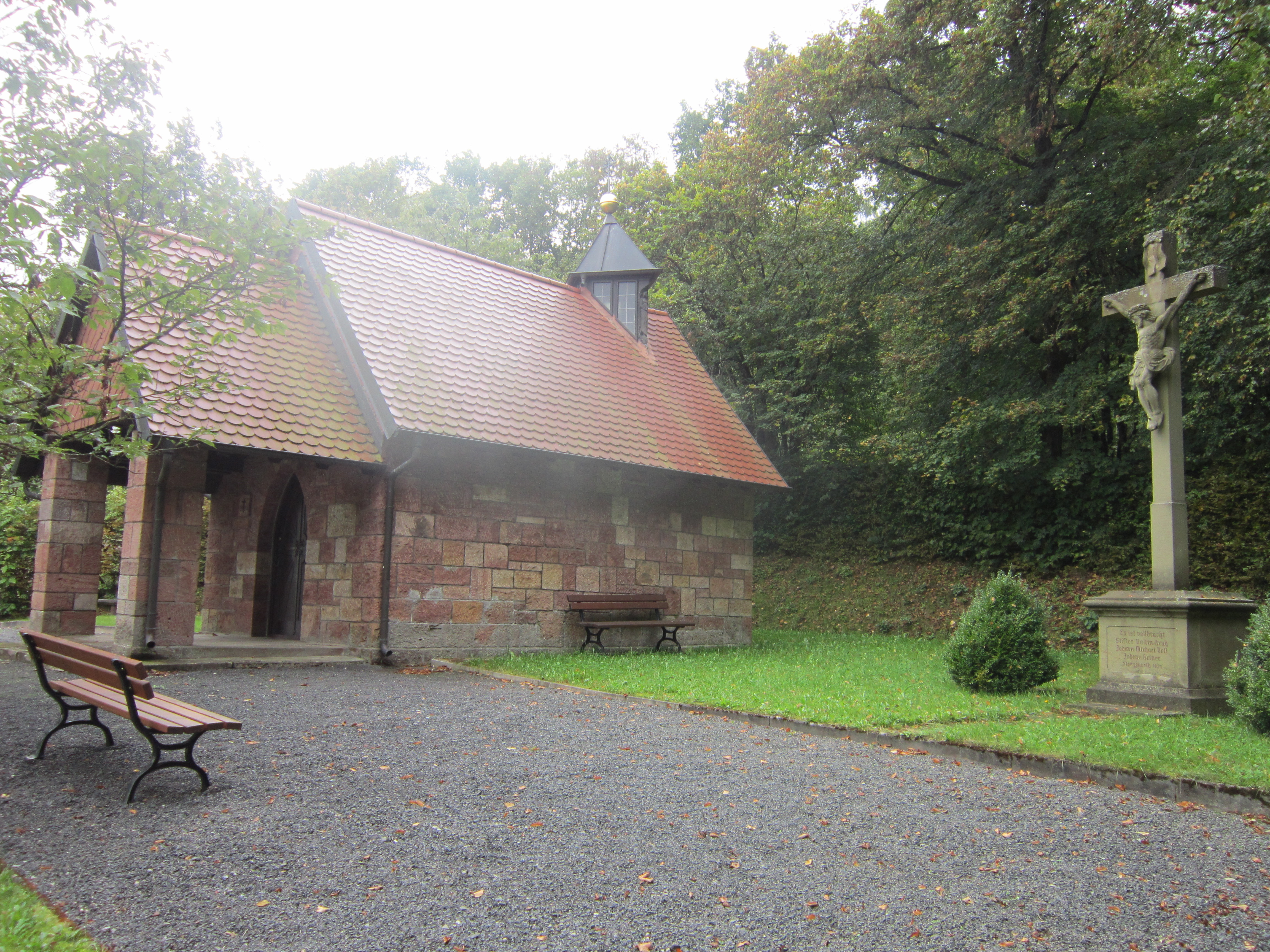
Heimkehrerkapelle in Stangenroth

Die Heimkehrerkapelle ist eine Kapelle in Stangenroth, einem Ortsteil des unterfränkischen Marktes Burkardroth im bayerischen Landkreis Bad Kissingen.
Die zur Kapelle führenden 14 Kreuzwegstationen gehören zu den Baudenkmälern von Burkardroth und sind unter der Nummer D-6-72-117-144 in der Bayerischen Denkmalliste registriert.

## Geschichte und Architektur

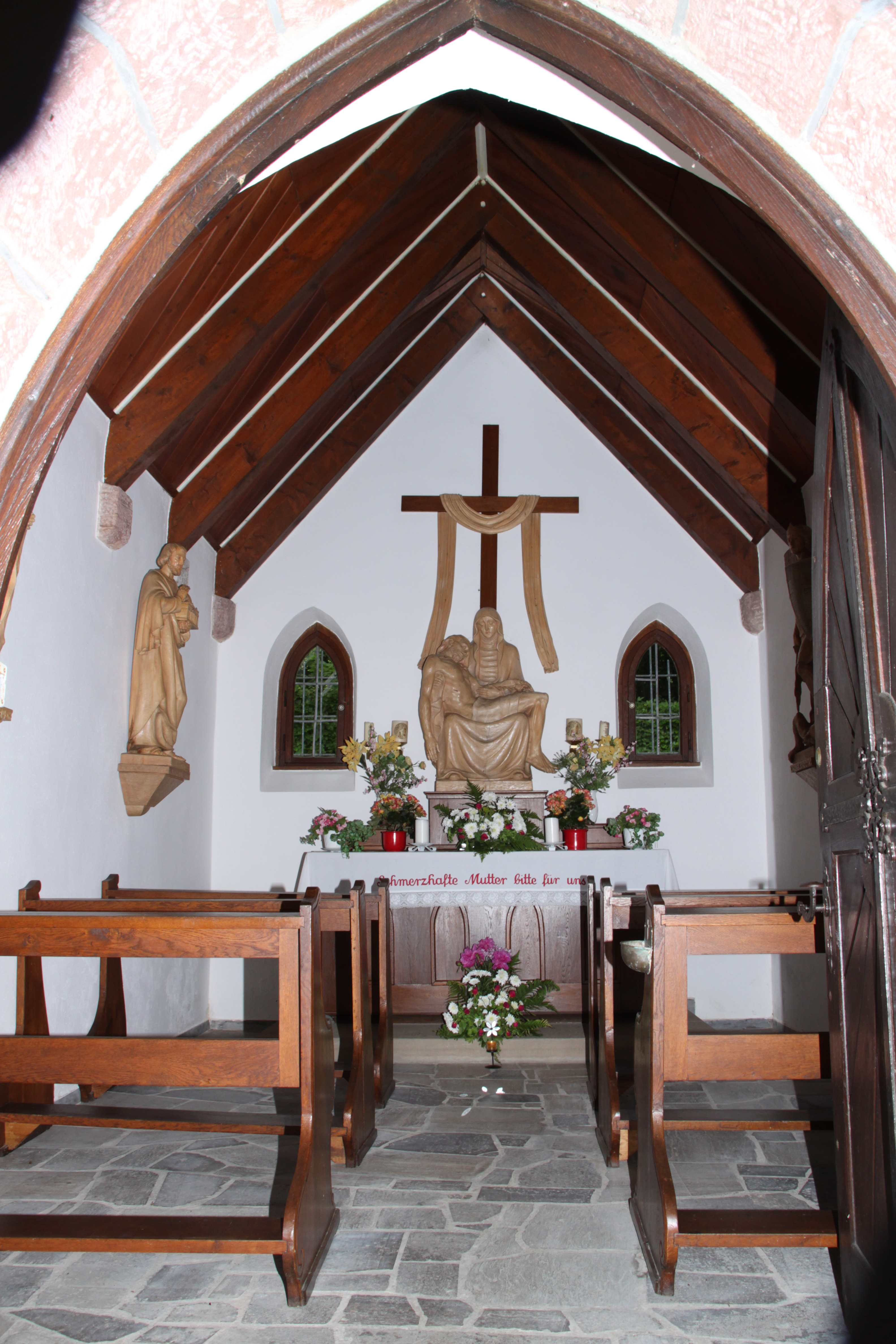
Innenansicht der Heimkehrerkapelle

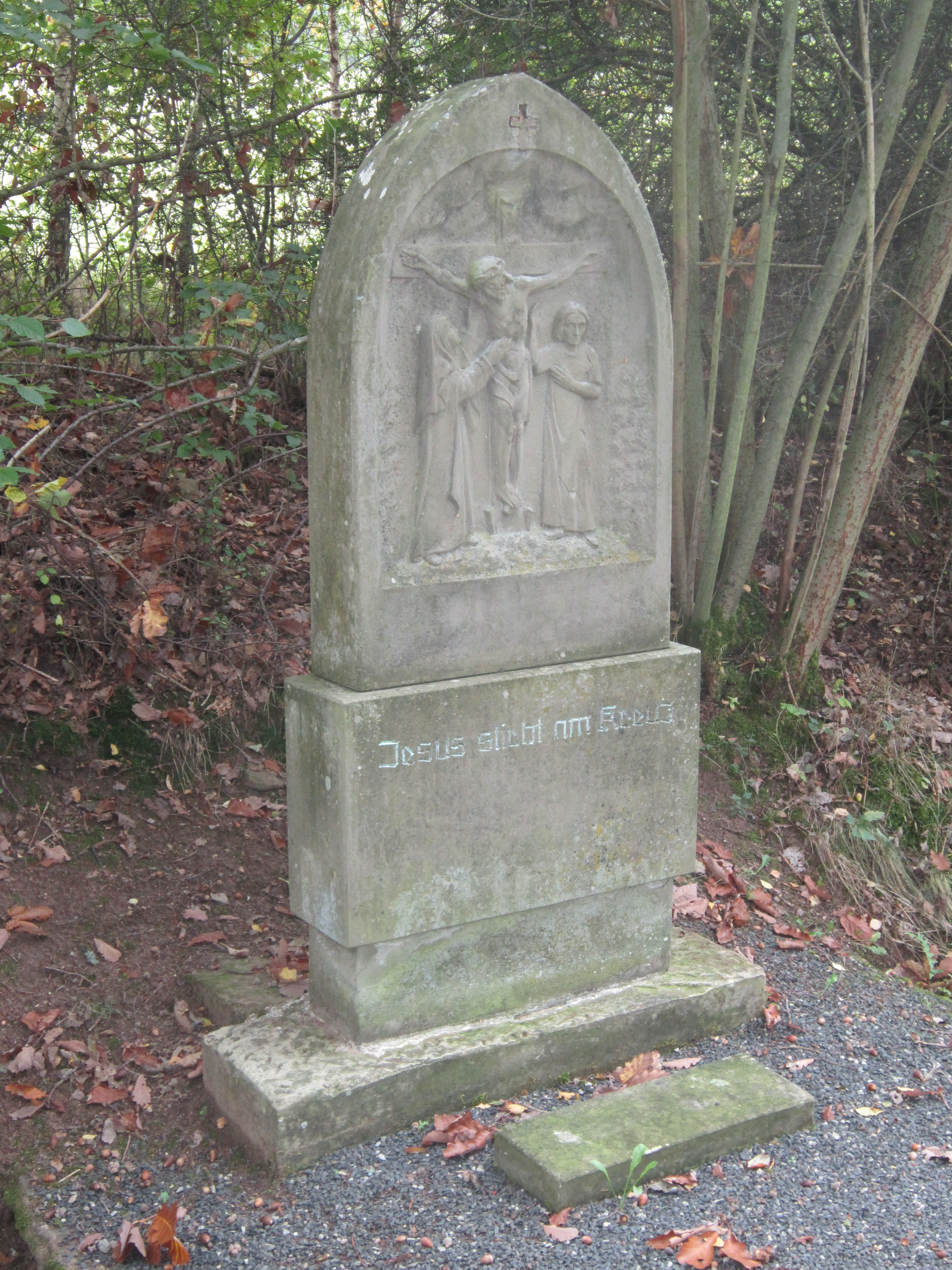
Kreuzweg (12. Station)

Die Heimkehrerkapelle wurde in den Jahren 1945 bis 1948 als Ersatz für ein kleines, schmuckloses und verfallenes Kirchlein zu Ehren der Sieben Schmerzen Mariens 50 m weiter waldwärts errichtet. „Bauvorhaben der katholischen Pfarrei Gemeinde Stangenroth. Instandsetzung und Versetzung der baufälligen Oberbacher Kapelle“, so bezeichnete es das Diözesanarchiv in den Amtsbüchern aus Pfarreien. Die Stangenrother Ortschronik berichtet über die damalige Zeit: „Es gab kaum einen Abend, an dem nicht Mütter für ihre Männer beteten, die im Krieg waren und deren Schicksal ungewiss war, und so baute man als Dank für die Heimkehr vieler Soldaten, zum Dank für die Verschonung des Dorfes und zum tröstlichen Gedenken der Gefallenen eine neue Schmerzenskapelle.“
Der Stangenrother Holzschnitzer Gebhard Keßler (1910–1998) entwarf den Plan, der vom Kreisbaumeister Müller, Bad Kissingen, gefertigt wurde und der auch für die Leitung verantwortlich zeichnete. Die Bauausführung übernahm Maurergeschäft August Keßler, so führt es die Pfarrchronik auf.
„Mit unermüdlichem Fleiß und Freude hat sich jung und alt an den Arbeiten beteiligt, die große Opfer und Mühen kosteten. [...] Täglich trafen wir uns nach der Schule an der Kapelle, um den Bauplatz vorzubereiten. Fast ausschließlich waren es wir Schulbuben, die den großen Hügel, der hinter dem Kapellchen stand, abtragen mussten. Den Schutt musste ich mit Pferd und Wagen in der Umgebung  verteilen. Wir haben den ganzen Sommer lang die Fläche eingeebnet und später die Anlage eingesät. Täglich kam Pfarrer Gloos mit seinem Motorrad vorbei, um sich vom Fortgang der Arbeit zu überzeugen.“ 
„Alle Arbeiten wurden kostenlos ausgeführt“, so steht es in der Chronik von 1988. Hier irrte der Chronist. 6.000 Rentenmark kostete der Rohbau allein, und auch der Plan war nicht kostenlos, zählt das Pfarrarchiv unter anderen Rechnungen auf.

## Ausstattung
Doch nicht alles kostete die Kirche Geld. Gebhard Keßler stiftete für die Kapelle die Pietà, und Alfred Keßler spendete der Kirche die Sieben-Schmerzen-Stationen, die der Bischofsheimer Steinmetz Dirks aus Ziegenfelder Marmor für 7.000 DM lieferte.
Die Wände schmücken die Statuen des Heiligen Josef, der Heiligen Rita von Cascia, des Judas Thaddeus und des Erzengels Michael. Geschnitzt hat sie Gebhard Keßler, an den Kosten beteiligten sich mehrere Spender, um die Kirchenkasse zu entlasten.
Am 23. September 1951 war es dann soweit: „Die Einsegnung der Kapelle wurde durch H.H. Domkapitular Gerber aus Würzburg unter den Diakonen Pfr. Schebler Premich und Kuratus Michel Gefäll vorgenommen. Fünf Mal darf im Jahr in der Kapelle celebriert werden. Die ganze Gemeinde war in Prozession hinausgezogen.“ Stangenroth hatte seine neue, eingesegnete Sieben Schmerzen Mariens Kapelle wieder.
Da auch im benachbarten Wollbach eine Sieben-Schmerzen-Mariens-Kapelle steht, bestand die Möglichkeit einer Verwechselung. Die Stangenrother Kapelle und die geräumige Anlage wird seit Jahren von der Krieger- und Soldatenkameradschaft Stangenroths gepflegt. Und so empfahl Stangenroths Bürgermeister Erich Metz im Einvernehmen der Kameradschaft, die Kapelle Heimkehrerkapelle zu bezeichnen, als Dank für die Pflegebereitschaft und zur Erinnerung an die Kriegsheimkehrer.
Das zur Anlage gehörende Hochkreuz stammt aus dem Jahr 1839 und wurde, wie die am Sockel befindliche Inschrift besagt, von Valtin Krug, Johann Michel Voll und Johann Kriener gestiftet.
Der über den Kapellenweg 9 zur Kapelle führende und 14 Stationen umfassende Kreuzweg wurde 1951 von Gebhard Keßler entworfen und 1958 vom Stralsbacher Steinmetz Rudi Rost aus Sandstein angefertigt. Sie stehen inzwischen unter Denkmalschutz. Gebhard Keßlers Stationen ersetzen die Stationen eines Kreuzweges, der möglicherweise bereits um 1800 entstanden ist und im Jahr 1930 beim Neubau des Wegenetzes abgerissen wurde und seither verschwunden ist.
Bezüglich der erforderlichen Instandsetzung der von Gebhard Keßler entworfenen Kreuzwegstationen herrscht zwischen dem Rathaus und der Kirchengemeinde von Stangenroth Uneinigkeit in der Frage, wer der Besitzer der Kreuzwegstationen und somit für die Instandsetzung zuständig ist.